# Carlos Roxlo
Carlos Félix Roxlo y Miralles (* 12. März 1861 in Montevideo; † 23. November 1926) war ein uruguayischer Politiker und Dichter.
Carlos Roxlo wurde als Sohn der katalanischstämmigen José Roxlo und Carmen Miralles geboren. Bereits im Alter von 15 Jahren wurde sein erstes Theaterstück mit dem Titel „Ilusiones perdidas“ am montevideanischen Teatro San Felipe uraufgeführt. Zwei Jahre später erschien sein erster Gedichtband namens „Veladas poéticas“. Roxlo zog sodann mit der Familie nach Barcelona, wo er ein aufgenommenes Universitätsstudium aber letztlich nicht beendete. Bevor der bei der Zeitung El pueblo catalán arbeitende Roxlo 1885 in sein Geburtsland zurückkehrte, erschien jedoch sein zweiter Gedichtband „Arreboles y sombras“. Nach der Rückkehr ließ er mit „Estrellas fugaces“ das dritte Werk dieser Art folgen.
Roxlo, der der Partido Nacional angehörte, hatte zunächst als Repräsentant des Departamento Treinta y Tres in der 20. Legislaturperiode vom 14. September 1901 bis zum 14. Februar 1902 ein Mandat als stellvertretender Abgeordneter in der Cámara de Representantes inne. In der 21. Legislaturperiode nahm er dort ab dem 15. Februar 1902 ein Titularmandat für das Departamento Tacuarembó wahr, wurde jedoch am 26. Januar 1904 wegen revolutionärer Bestrebungen aufgrund seiner Verbindungen zur Bewegung um Aparicio Saravia ebenso wie die Abgeordneten Arturo Berro, Bernardo García, Manuel Herrero y Espinosa und Febrino L. Vianna des Amtes enthoben. Erneut wurde er jedoch in der 22. Legislaturperiode, diesmal für das Departamento Montevideo in die Abgeordnetenkammer gewählt. Auf Roxlo und seine Mitstreiter Luis Alberto de Herrera und Julián Quintana ist das „Ley de Trabajo“ zurückzuführen, dass die Regelung eines Acht-Stunden-Arbeitstags mit wöchentlichen Ruhepausen zum Inhalt hatte. Gemeinsam mit den Abgeordneten Vicente Ponce de León, Luis Alberto de Herrera und Vicente Borro zeichnete er in der 22. Legislaturperiode zudem für ein Gesetz über Individual- und Kollektivarbeitsverträge („Contratos de trabajo individuales y colectivos“) verantwortlich. In der 23. und 26. Legislaturperiode übte er ebenfalls ein Titularmandat als Vertreter des Departamento San José aus. Während der 26. Legislaturperiode wechselte er jedoch am 26. März 1919 in die Cámara de Senadores, wo er fortan bis zum Ende der 27. Legislaturperiode als stellvertretender Senator für das Departamento Cerro Largo den in den „Consejo Nacional de Administración“ aufgerückten bisherigen Senator Martín C. Martínez ersetzte. Anschließend folgten noch ein Titularmandat für das Departamento Canelones in der Cámara de Representantes. Seine Parlamentszugehörigkeit endete schließlich mit einer Amtszeit als stellvertretender Abgeordneter für Montevideo in der 29. Legislaturperiode laut offizieller Parlamentsdatenbank am 24. November 1926, nachdem er am Vortag seinem Leben selbst ein Ende gesetzt hatte.

## Zeitraum seiner Parlamentszugehörigkeit
- 14. September 1901 bis 14. Februar 1902 (Cámara de Representantes, 20. LP)
- 15. Februar 1902 bis 26. Januar 1904 (Cámara de Representantes, 21. LP)
- 15. Februar 1905 bis 14. Februar 1908 (Cámara de Representantes, 22. LP)
- 15. Februar 1908 bis 14. Februar 1911 (Cámara de Representantes, 23. LP)
- 15. Februar 1917 bis 26. März 1919 (Cámara de Representantes, 26. LP)
- 26. März 1919 bis 14. Februar 1920 (Cámara de Senadores, 26. LP)
- 15. Februar 1920 bis 14. Februar 1923 (Cámara de Senadores, 27. LP)
- 15. Februar 1923 bis 14. Februar 1926 (Cámara de Representantes, 28. LP)
- 3. April 1926 bis 24. November 1926 (Cámara de Representantes, 29. LP)